# غينادي ميخائيلوفيتش ملخين
غينادي ميخائيلوفيتش ملخين (بالروسية: Геннадий Михайлович Мелёхин)‏ (31 مارس 1936 - 4 سبتمبر 2018) هو ممثل مسرحي سوفيتي روسي، حصل على لقب فنان الشعب في روسيا الاتحادية الاشتراكية السوفيتية عام 1982.